# Amblyrhynchus cristatus hassi
Amblyrhynchus cristatus hassi is een ondersoort van de zeeleguaan (Amblyrhynchus cristatus). De ondersoort werd voor het eerst wetenschappelijk beschreven door Irenäus Eibl-Eibesfeldt in 1962.
De zeeleguaan komt voor op de Galapagoseilanden, bij de kust van Ecuador. Het exacte verspreidingsgebied verschilt per ondersoort. Amblyrhynchus cristatus hassi komt endemisch voor op het eiland Santa Cruz. Het is een wat grotere ondersoort in vergelijking met de andere ondersoorten en heeft een donkergrijze lichaamskleur.